# 江川橋 (江津市)
江川橋（ごうかわばし）は、島根県江津市の江の川にかかる道路橋。本項では付近にある鉄道橋郷川橋梁（ごうかわきょうりょう）、道路橋新江川橋（しんごうかわばし、しんごうのかわばし）についても記す。
近代までこの川は「江川」あるいは「郷川」と呼ばれており、1966年（昭和41年）一級河川指定の際に「江の川」に定められた。これら橋の名は旧河川名に由来する。

## 沿革

### 上江川橋

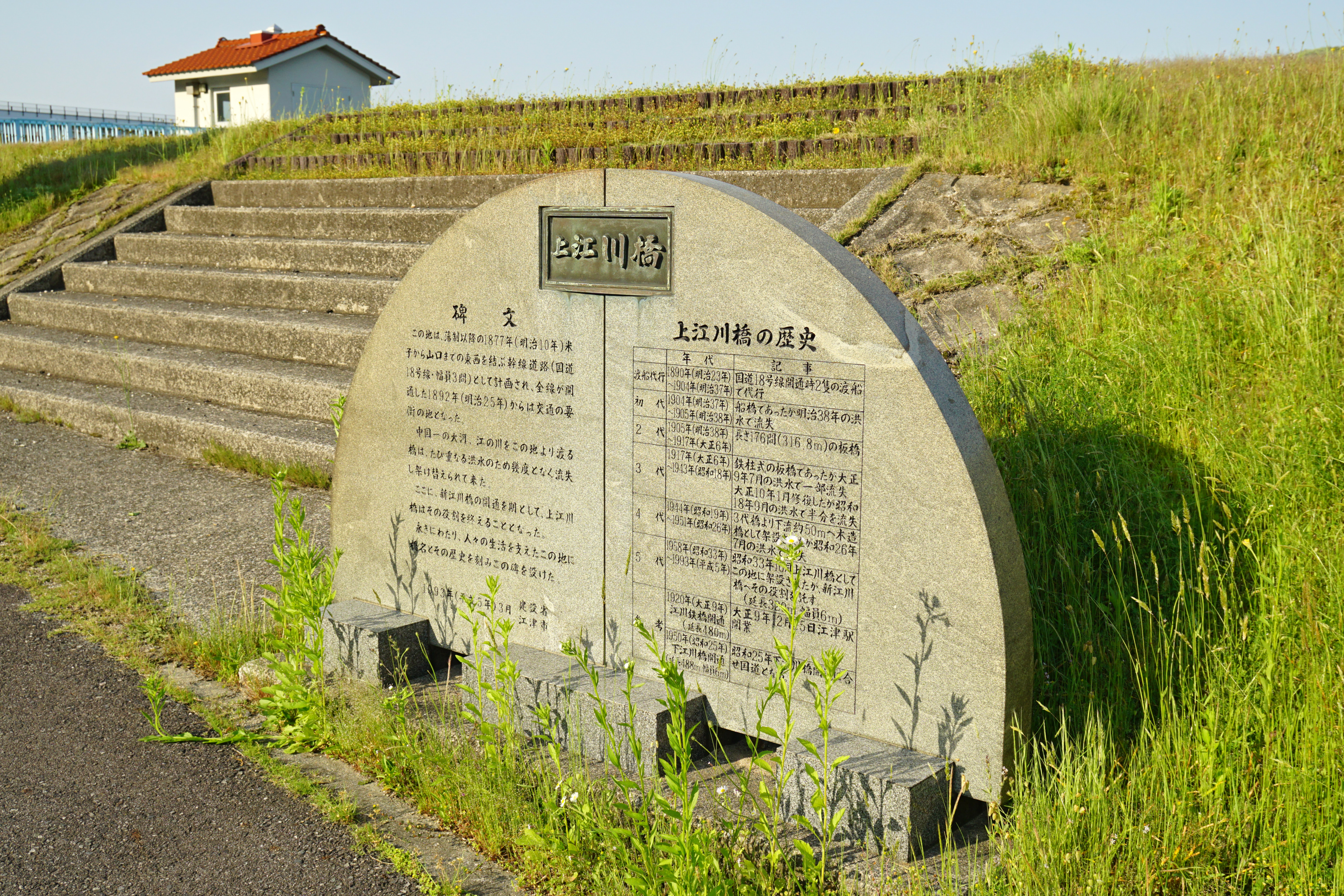
上江川橋の碑

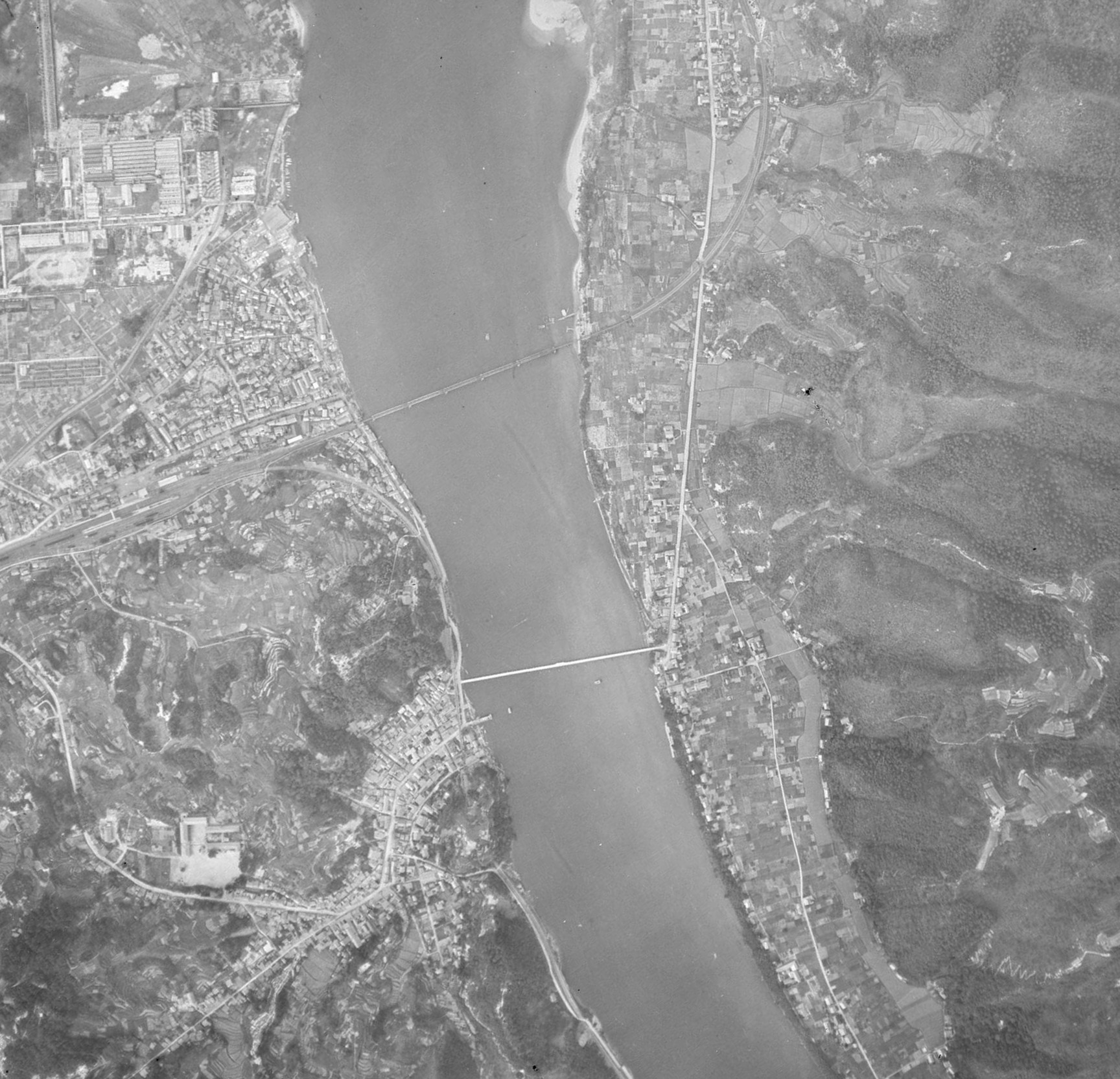
1947年。下江川橋（現在の江川橋）工事中。上が山陰線郷川橋梁、下が4代目の上江川橋。上江川橋の左側が江津本町

明治初期までこの地の中心は現在の中心部より南側の郷田、現在の江津本町にあり、古くは江の川の河川舟運の港、近世は西廻海運の港として栄えた。近代に入り1885年（明治18年）国道28号が指定され（のち国道18号、現国道9号）、江津本町に国道が通ることになった。ただ洪水時に暴れ川となる江の川に橋をかけるのは当時の技術的に困難であった。そのため国道間は2艘の渡し船で繋いでいたものの、不便であったため、架橋計画自体は1893年（明治26年）には作成されている。
1904年（明治37年）当時の国道筋、現在の新江川橋より上流側、江津本町から渡津に初めて橋が架かる。これが初代の江川橋、架橋当時は郷川橋、のちに上江川橋と言われる橋で、その時点では舟橋であった。ただ翌1905年（明治38年）洪水で流され、その後も架橋と流出を繰り返している。
- 架橋前 : 1890年 - 1904年 2艘の渡船
- 初代 : 1904年 - 1905年 舟橋。1905年洪水により落橋。
- 2代 : 1905年 - 1917年 板橋。橋長約176間（約316.8m , 2018年時点の上江川橋の碑より）。
- 3代 : 1917年 - 1943年 鉄柱式の板橋。1920年洪水により一部流出、1921年復旧、1943年洪水により半分流出。
- 4代 : 1944年 - 1951年 木橋。3代目から下流約50mの位置に架橋、1951年（昭和26年）7月豪雨により流出。
- 5代 : 1958年 - 1993年 鉄筋コンクリート橋[1]。下流側に現在の江川橋が架橋されたため、上江川橋と言われるようになる。新江川橋架橋に伴い撤去。

現在、江津本町側に碑が建立されている。

### 現橋

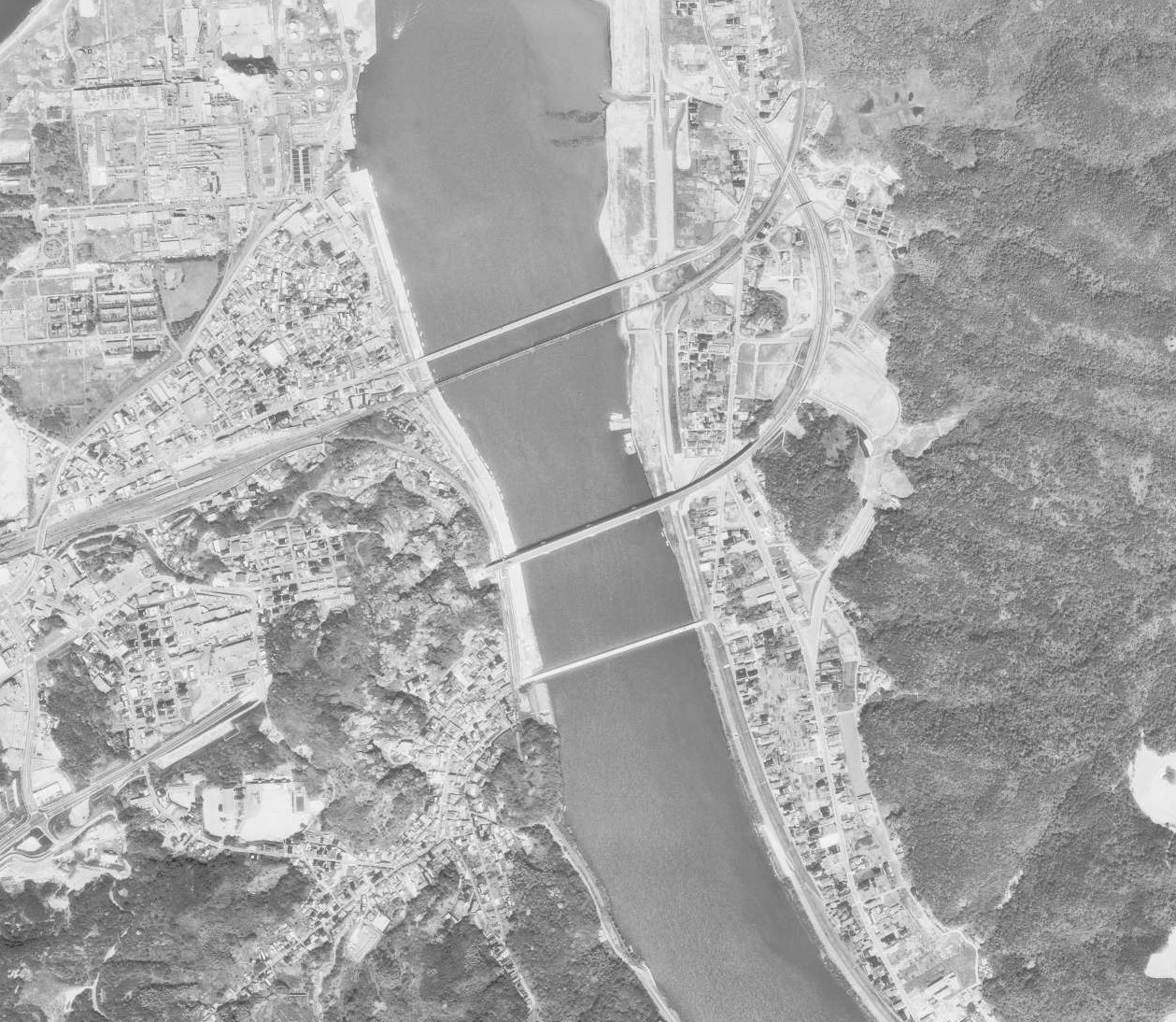
1993年。上から、江川橋（下江川橋）、郷川橋梁、新江川橋、5代目の上江川橋。

1916年（大正5年）山陰本線延伸に伴い、この川に鉄道橋工事が着工する。工事は第一次大戦の大戦景気の最中、主な鋼材をアメリカから輸入していたため物資の高騰・物資輸送手段の不足に陥り、更に1917年（大正6年）台風によって工事途中の橋脚の2/3が大きく傾いたため作り直さなければならなくなり、工期は大きく伸びた。これが郷川橋梁（江川鉄橋とも）であり、1920年（大正9年）完成した。完成当時は福知山線以西の山陰線において唯一のトラス橋であった。一般に山陰本線での橋梁において一番の難工事は余部橋梁と言われているが、郷川橋梁は工期で余部の倍以上、工費で余部の約7倍かかっている。
なお近代の島根県内における江の川への架橋は、上江川橋・郷川橋梁と川本橋（1923年、現川本東大橋）・都賀大橋・三江線第一江川橋梁（1937年）のみで、流域の大部分では渡し船による渡河が主流であった。
1943年（昭和18年）3代目上江川橋が流出、1944年（昭和19年）ほぼ同じ位置に4代目上江川橋が架橋した。ただ木橋の4代目はあくまで仮橋として意味合いが強く1・2年毎に流出あるいは破損する可能性が高かったため、新たに郷川橋梁の下流側、江津駅前通りから伸びる道筋に橋が整備されることになる。これが現在の江川橋（計画時は新江川橋、のち下江川橋とも）である。工事は太平洋戦争終戦1年後の1946年（昭和21年）着工したものの、当時はGHQの統制下にあったため物資の確保に苦心し、当初予算は終戦処理費関連で組まれていたが1年で止められた。そこから予算確保することができた。さらに深い水深と洪水に悩まされ、郷川橋梁との近接施工になったことから慎重に工事が進められた。こうして工期は伸び、1950年（昭和25年）完成に至った。当時は西日本一の橋長であり、渡初式が盛大に行われた。同年国道に指定される。1968年には上流側に歩道が追加されている。
1993年（平成5年）国道9号江津道路整備に伴い、新江川橋が架橋された。この橋は同年に土木学会田中賞を受賞している。これに伴い上江川橋が撤去された。

## 諸元

### 江川橋
- 路線名 : 国道9号
- 橋長 : 488.5 m[5]
- 幅員 : 6.6 m[5]
- 橋種 : 12径間連続ゲルバー鈑桁橋 + 4径間RC桁橋[1][5]
- 完成年 : 1950年[1][5]
- 施工
  - 上部工 : 横川橋梁[10]
  - 下部工 : 間組[10]

2019年現在、島根県内での江の川流域において2番目に古い橋梁。

### 郷川橋梁
- 路線名 : JR山陰本線
- 橋長 : 486.2 m[5] (488 m[1])
- 幅 : 6 m[1]
- 橋種 : 5連下路式曲弦ワーレントラス橋 + 7連上路式鈑桁橋 + 1連槽状桁橋[1][5]
- 完成年 : 1920年[1][5]

島根県内での江の川流域において最古の橋梁で、唯一大正期に架けられ現存する橋になる。

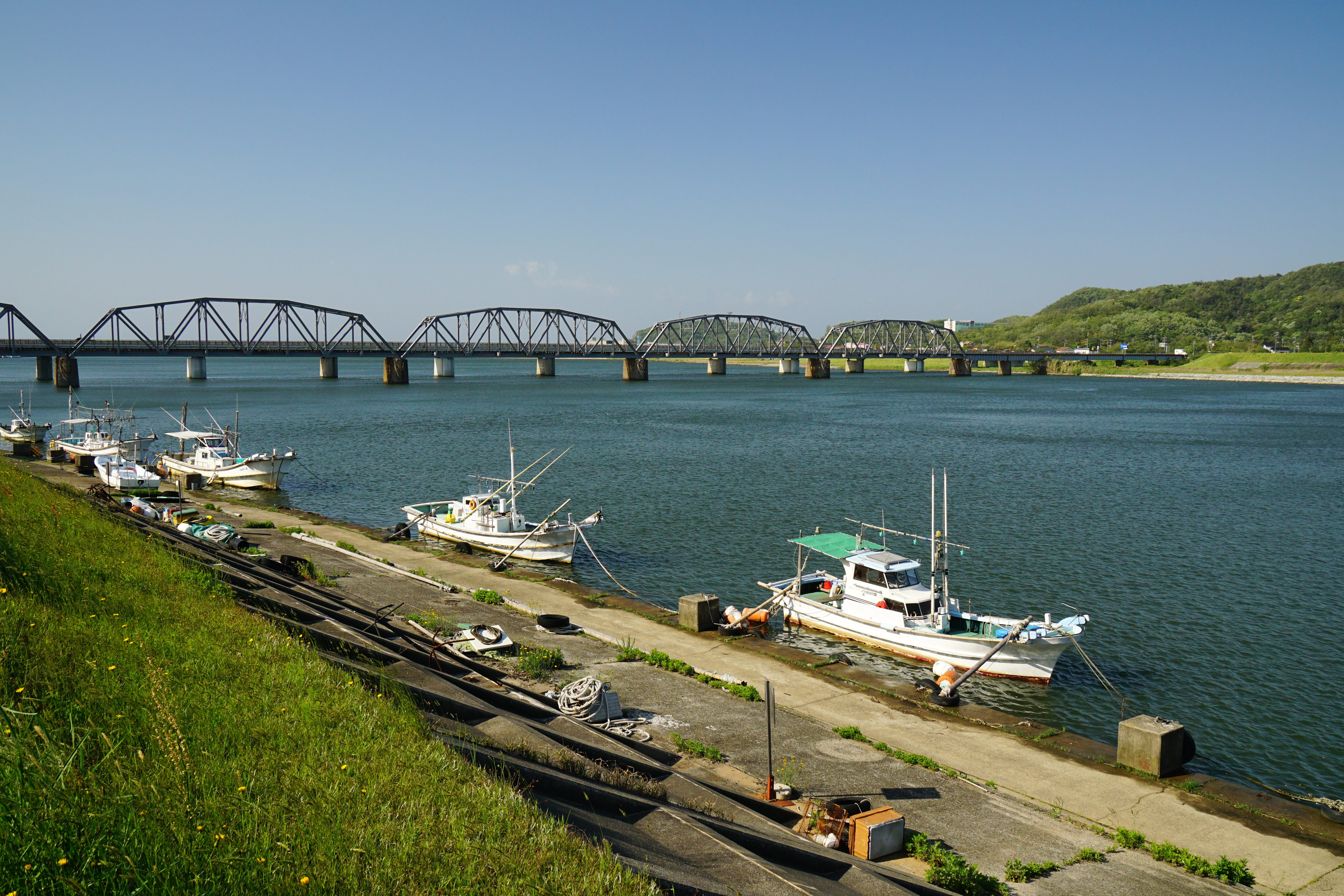
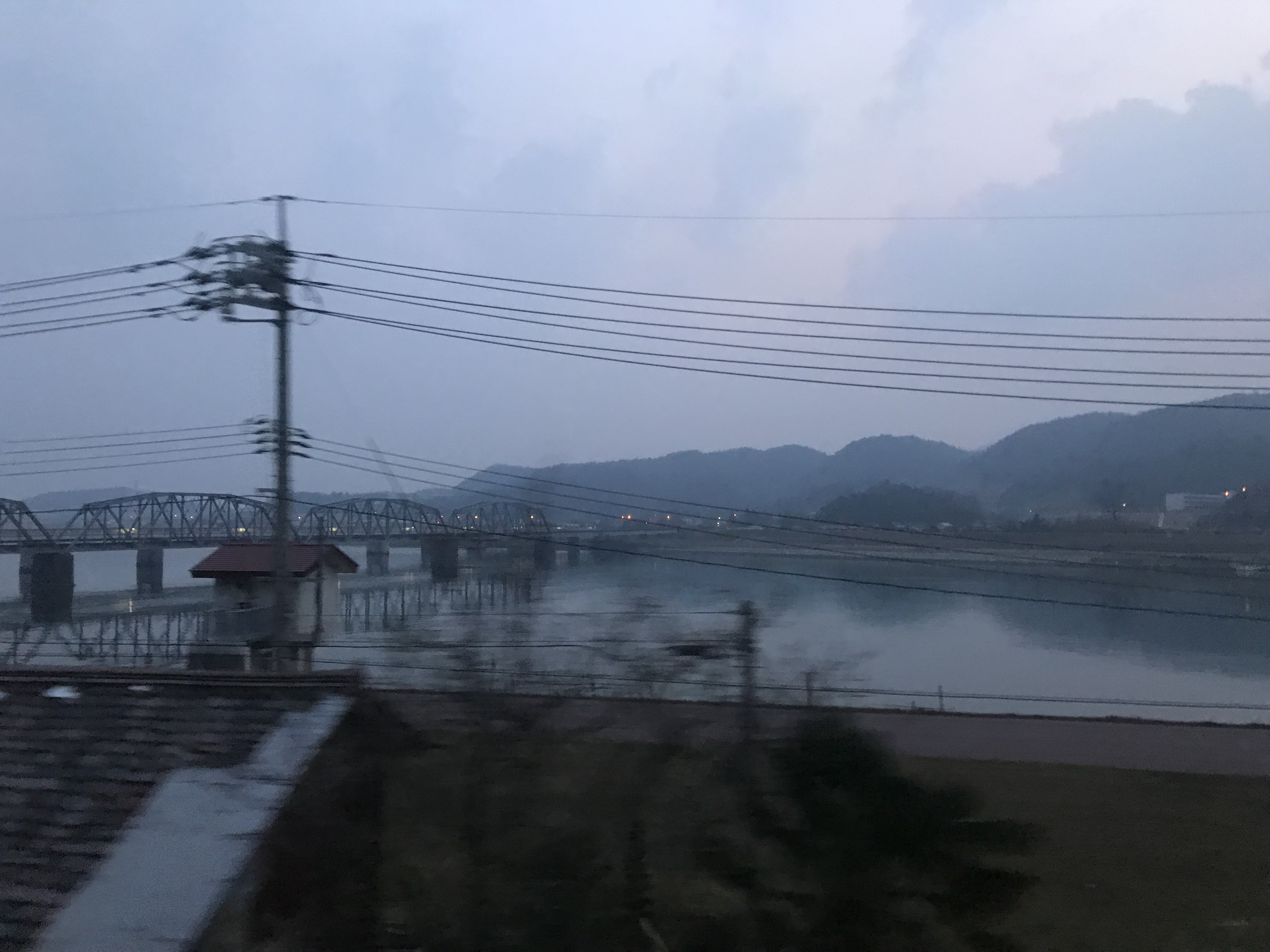

### 新江川橋
- 路線名
  - 国道9号江津道路[1][5]
  - 市道新江川橋線[1]
- 橋長 : 378.255 m[2]
- 支間長 : 22.000 m + 71.500 m + 82.800 m + 82.795 m + 69.995 m + 47.945 m[2]
- 幅員
  - 国道（上路） 車道8.5 m、歩道2.0 m[2]
  - 市道（下路） 車道7.5 m、歩道2@2.5 m（バルコニー部4.5 m）[2]
- 橋種 : 4径間連続ダブルデッキトラス橋[1][5]
- 完成年 : 1993年[1]
- 設計 : 新日本技研[12]
- 施工 : 川田工業・トピー工業・日本車輌製造JV[12]

上路が国道、下路が市道。橋名板には石見焼の瓶（はんど）が用いられ、柳宗悦の解説が書かれている。橋脚の歩道部にはバルコニーが設けられている。土木学会田中賞作品部門受賞。2011年に江津市が橋桁のボルトの点検をしたところ、22,264本を調べた内、21,330本 (95.8 %) の腐食を確認した。このため2013年3月末までにボルトを交換する計画をたてた。国土交通省が管理する上部のボルト交換はすでに終了した。

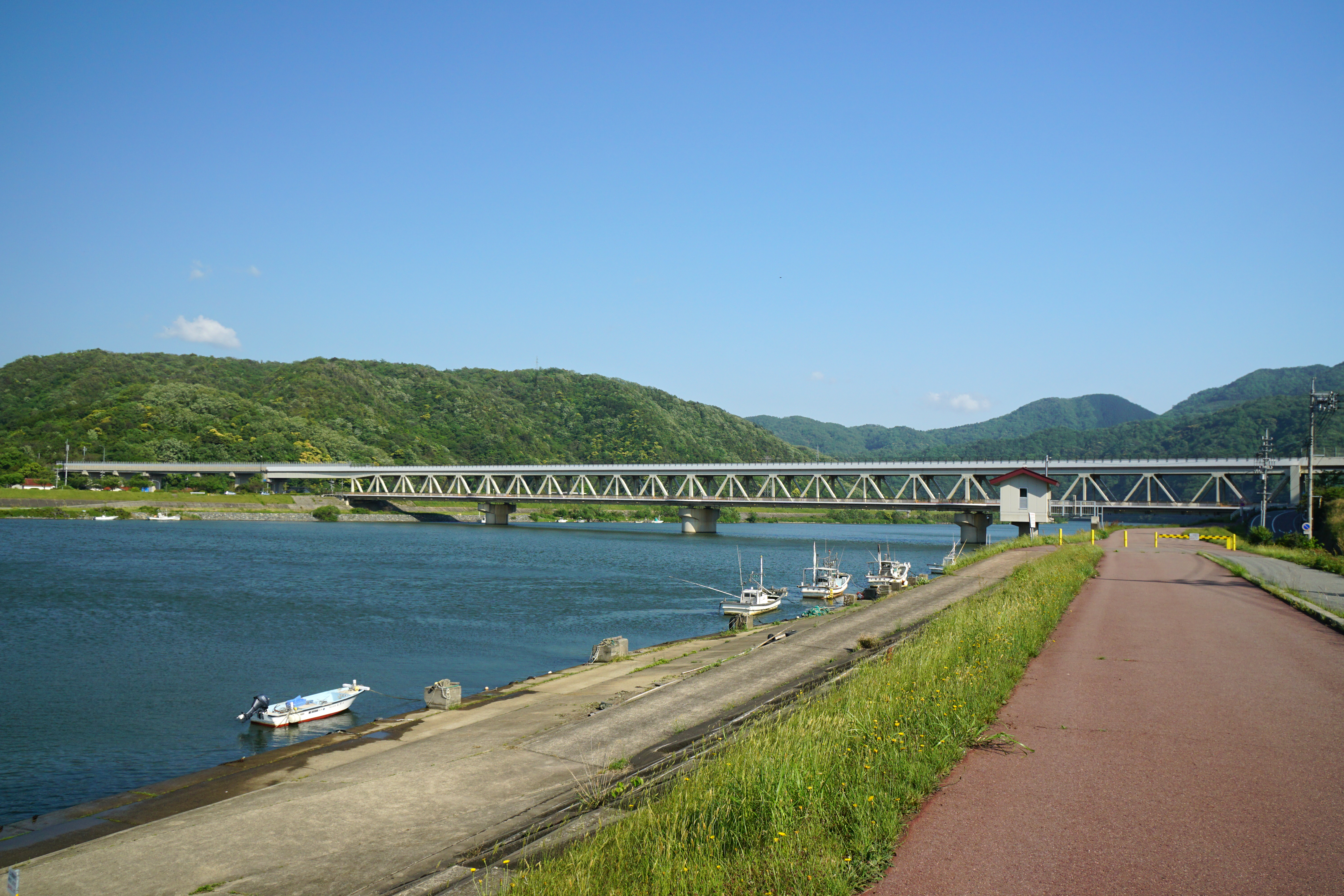
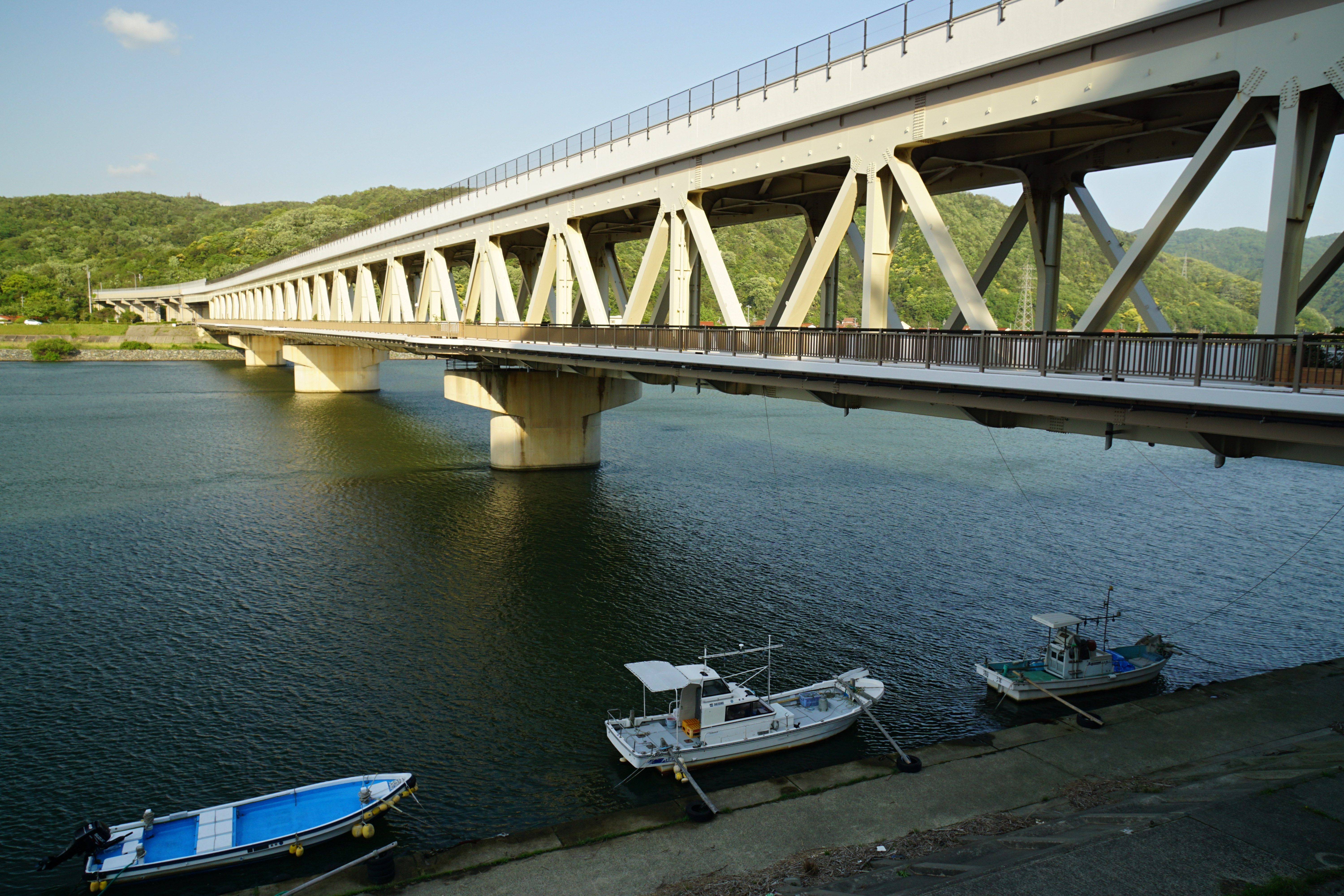
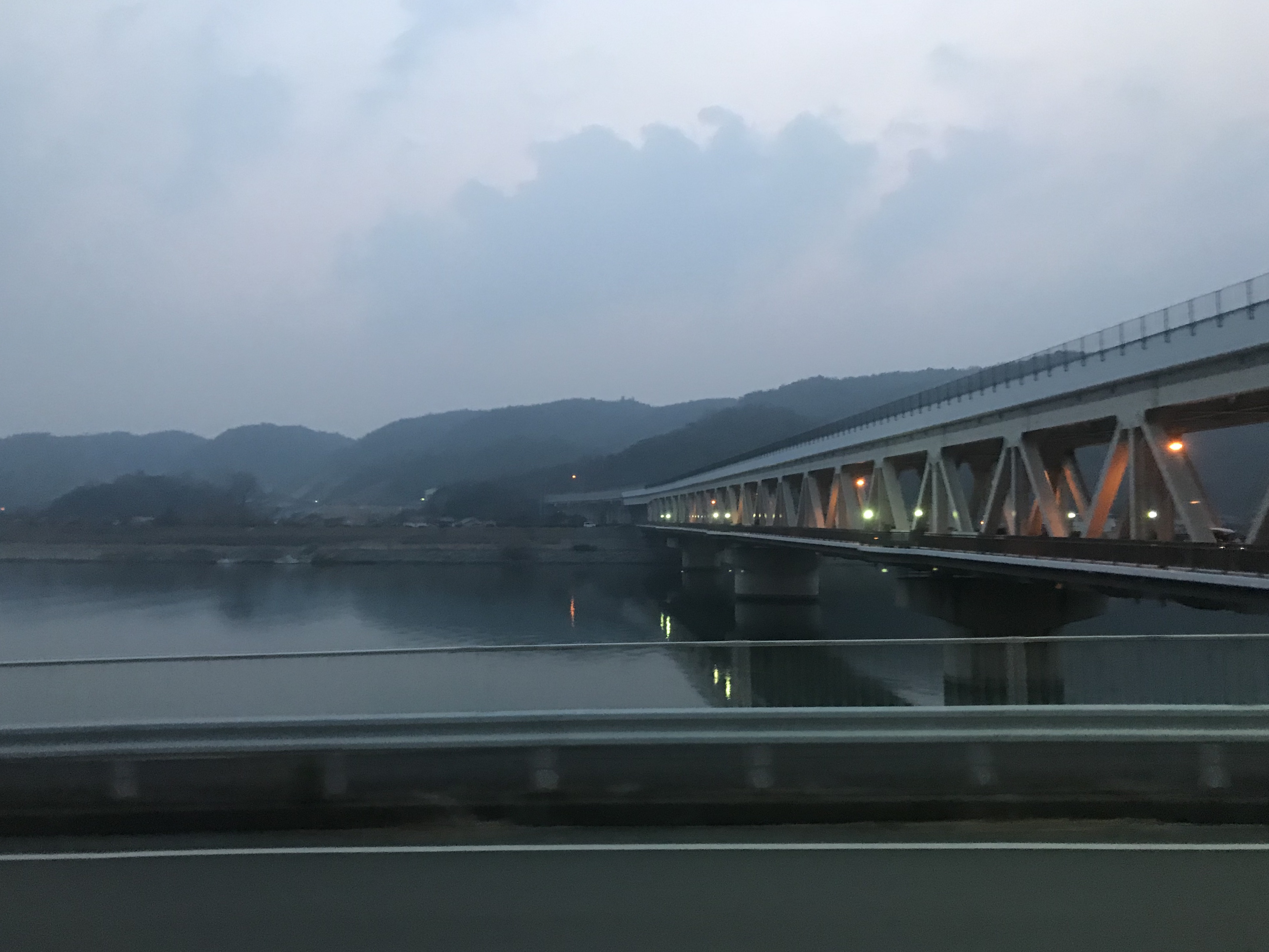
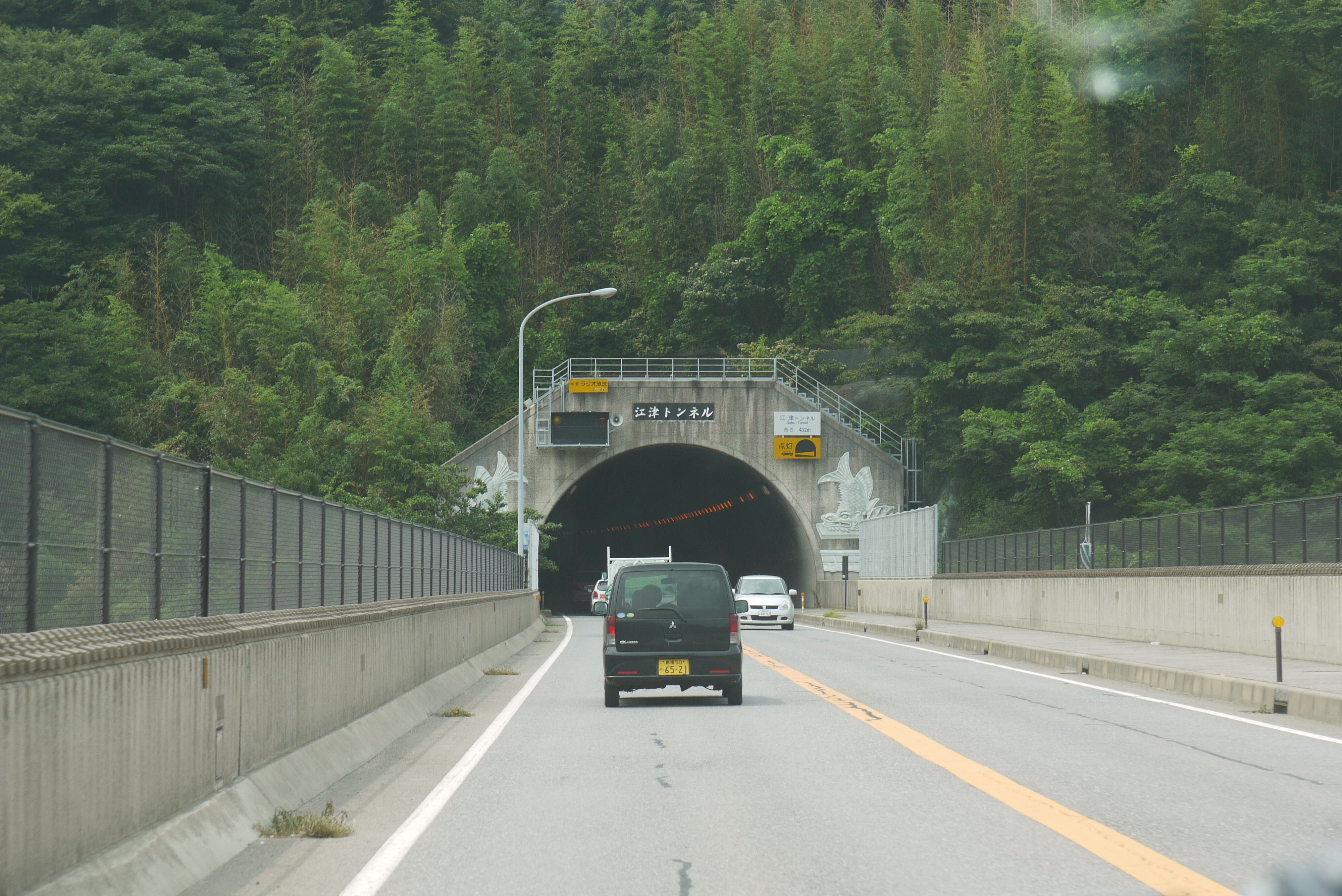
国道（上路）路面
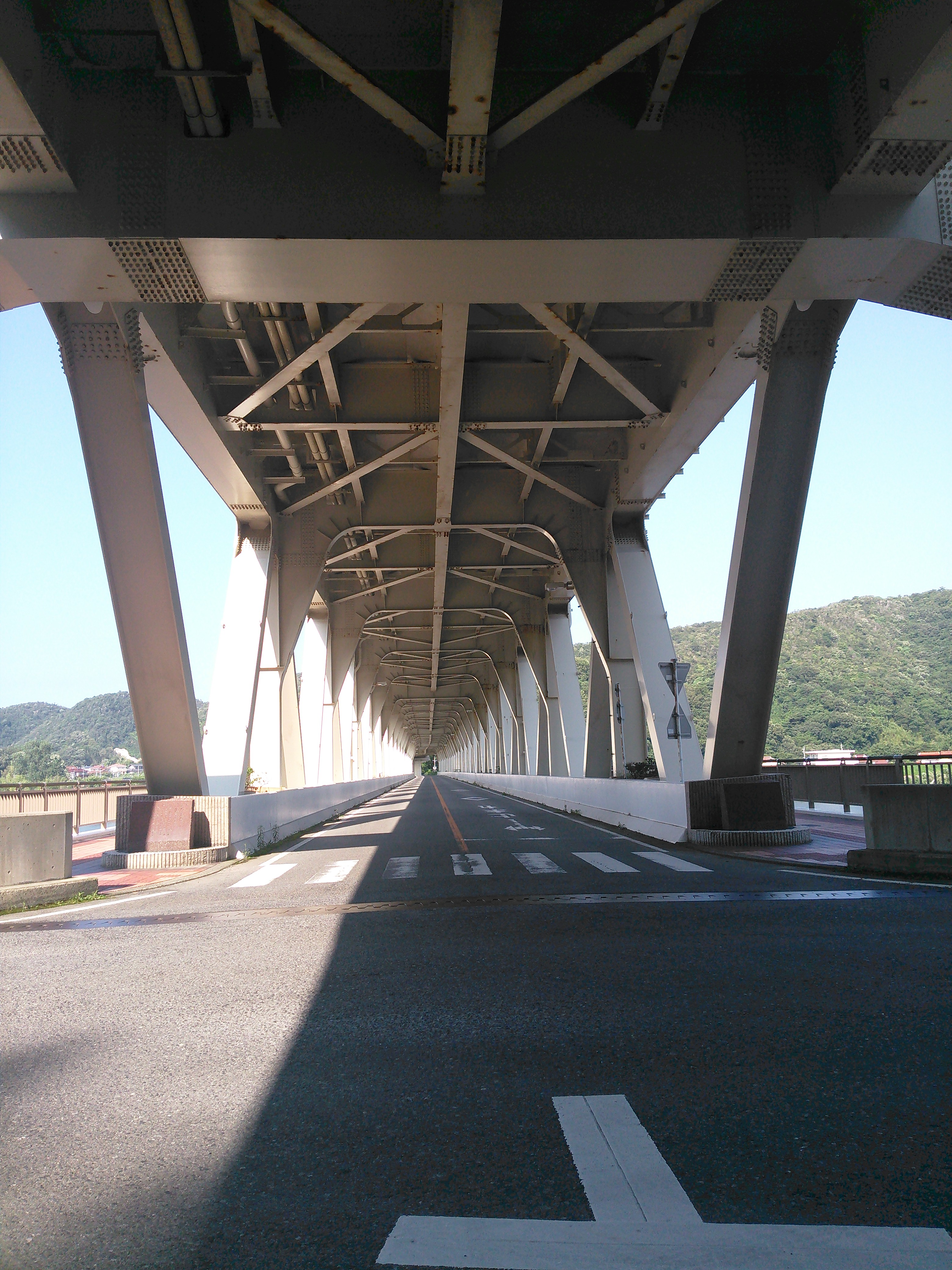
市道（下路）路面
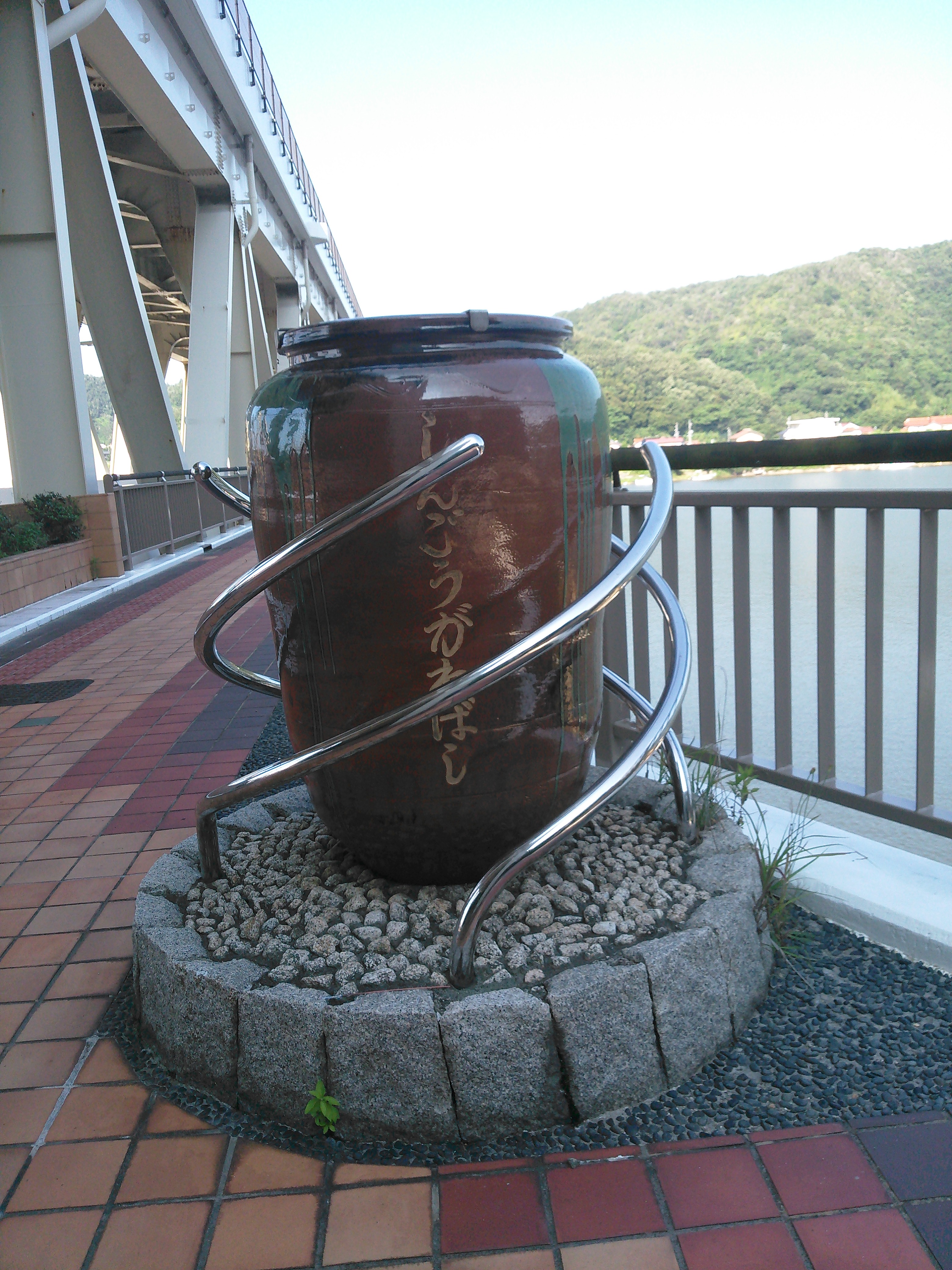
はんどの橋名板